# Андрєєва Зоя Ананіївна
Зоя Ананіївна Андрєєва (чув. Зоя Ананий хӗрӗ Андреева, рос. Зоя Ананьевна Андреева; *6 квітня 1899, село Тойсі-Хірпосі (Орауші) Цивільського повіту Симбірської губернії, тепер Вурнарського району Чувашії, Російська Федерація — 3 лютого 1983, місто Чебоксари, тепер Російська Федерація) — радянська діячка, голова ЦВК Чуваської АРСР, голова Президії Верховної Ради Чуваської АРСР. Депутат Верховної Ради Російської РФСР 1—4-го скликань. Депутат Верховної Ради СРСР 1—3-го скликань.

## Біографія
У 1917—1925 роках — вчителька початкової загальноосвітньої школи.
У 1925—1927 роках — заступник голови виконавчого комітету Тойсинської волосної ради Чуваської АРСР.
У 1927—1928 роках — завідувач жіночого відділу Цивільського повітового комітету ВКП(б), жіночий організатор Канашського районного комітету ВКП(б) Чуваської АРСР.
Член ВКП(б) з 1928 року.
З 1928 року — слухачка Московських курсів з птахівництва.
До 1931 року працювала в сільськогосподарській кооперації, брала участь в організації колгоспів у Чуваській АРСР.
У 1931—1934 роках — керівник торгово-постачальницької групи Народного комісаріату робітничо-селянської інспекції СРСР; партійний слідчий Центральної Контрольної Комісії ВКП(б) по Чуваській АРСР.
У 1934—1936 роках — народний комісар соціального забезпечення Чуваської АРСР.
У 1936—1937 роках — в апараті уповноваженого Комісії партійного контролю при ЦК ВКП(б) по Чуваській АРСР.
У жовтні 1937 — 26 липня 1938 року — голова Центрального виконавчого комітету Чуваської АРСР.
29 липня 1938 — 19 грудня 1955 року — голова Президії Верховної Ради Чуваської АРСР.
Потім — на пенсії в місті Чебоксарах.
Похована на меморіальному кладовищі міста Чебоксари.

## Нагороди
- два ордени Леніна
- медалі